# Túnel Carlin
El Túnel Carlin (en inglés: Carlin Tunnel) es un nombre colectivo para un grupo de cuatro túneles al este de Carlin, en el condado de Elko, Nevada, Estados Unidos.

## Descripción
Cada uno de los cuatro túneles fue construido para un propósito diferente y en un momento diferente. Los dos túneles carreteros llevan a la Interestatal 80 a través de una pared del cañón para evitar curvas en el río Humboldt. Los otros dos túneles son ferroviarios y llevan a la ruta Overland de la Union Pacific Railroad y a Corredor Central a través del cañón. Los puentes sobre el río Humboldt son adyacentes a los dos portales de tres túneles, incluyendo los dos orificios de la autopista y de uno de los orificios del ferrocarril.